# Полін Дональда
Полін Дональда (англ. Pauline Donalda; справжнє ім'я Полін Лайтстоун, 5 березня 1882, Монреаль — 22 жовтня 1970, там же) — канадська співачка (сопрано), вчителька і засновниця гільдії опери в Монреалі. Дебютувала у Ніцці 1904 року. Виступала в Ковент-Гарден разом з Енріко Карузо.

## Біографія

### Ранні роки
Народилася 5 березня 1882 року у Монреалі. Була третьою дитиною у єврейській сім'ї з 11 дітьми. Батьки Полін — російський емігрант Михайло Ліхтенштейн і полька Фанні Голдберг, емігрували до Канади близько 1868 року, одружилися в Монреалі і змінили прізвище на Лайтстоун. Батьки намагалися дати дітям гарну освіту, зокрема музичну. У 7 років Полін вперше виступала на сцені у ролі королеви у п'єсі «Попелюшка». Вона виграла конкурс зі співу у 10 років. 1901 року після успішного сольного виступу у складі хору на Єврейському конгресі, керівник хору оцінив потенціал учениці та влаштував прослуховування у музичного директора Королівського коледжу Вікторії. Вона отримала повну стипендію для навчання у коледжі, директор коледжу порекомендувала їй також навчатися у Європі. Після того, як Метрополітен-опера підтвердила її здібності, 1902 року поїхала вчитися до Франції за підтримки сера Дональда Сміта, лорда Страткона. Він надав їй стипендію у 50 доларів на місяць для покриття витрат на проживання та навчання. Полін прийняла сценічне ім'я Полін Дональда на честь свого благодійника. Вона почала відвідувати уроки співу в Едмунда Дуверні в Паризькій консерваторії, також вивчала сценічну майстерність, французьку та італійську мови.

### Оперна кар'єра
Після двох років навчання вона дебютувала 30 грудня 1904 в Ніцці, граючи головну роль в опері «Манон». Критики писали:
«Полін Дональда наважилася з'явиться вперше перед публікою у ролі Манон. Тільки їй вистачило сміливості зробити це і досягти успіху. У неї надзвичайно вишукана статура; сильний, чудовий та гнучкий голос; її витонченість та інтелект підкреслюються чудовою грою та променистими очима, які відкриті до життя або сповнені любові»
Після дебюту отримала трирічний контракт у Ковент-Гардені (Лондон). Перший виступ був у ролі Мікаели в «Кармен» у травні 1905 року. Через два тижні зіграла роль Маргарити у «Фаусті», яку високо оцінили англійські критики. У червні 1905 року Неллі Мелба, яка грала головну роль в опері «Богема», хворіла, і роль запропонували 23-річній Полін через схожість голосів співачок. Вона репетирувала лише 4 дні, причому переучувала текст із французької на італійську. Її гру в цій опері з Енріко Карузо високо оцінили. У своєму першому сезоні співала партію Церліни в «Дон Жуані» (у складі були Енріко Карузо, Антоніо Скотті, Емма Дестіннова, Марсель Журне). У наступному сезоні була у складі опер «Ріголетто» разом з Карузо, у «Травіаті» з Джоном Маккормаком. Виступала в Ковент-Гардені 9 років, також грала в Ла Монне в Брюсселі, в Опера-Комік у Парижі та в Мангеттен-центрі в Нью-Йорку. 1906 року вийшла заміж за баритона Поля Севіяка.
На початку першої світової війни тур Полін Австралією скасували, і співачка провела воєнні роки в Канаді. Вона багато виступала на підтримку Червоного хреста, Патріотичного фонду. Повернулася до Європи 1917 року. Після розлучення з Севіяком, одружилася з данським тенором Мішу Леоном (цей шлюб також закінчився розлученням). З оперою їздила до Канади, США, Росії, Угорщини, Голландії, Німеччини, Ірландії, Уельсу та Шотландії. Виступала з відомими оперними виконавцями, музикантами та диригентами, Лендоном Рональдом, Михайлом Ельманом, Ігнацієм Падеревським та Єфремом Цимбалістом. Кар'єра тривала з 1905 до 1922 року, коли вона пішла зі сцени.

### Викладацька діяльність
1922 року відкрила студію в Парижі, де навчала виконавців-початківців до повернення в Монреаль 1937 року. У студії була чудова акустика, сцена з професійним освітленням та зал на 100 осіб. Викладацький клас часто відвідували відомі композитори, як-от Поль Дюка та Венсан Д'Енді, які спостерігали за виступами учнів, багато з яких потім стали знаними виконавцями. У рідному місті 1942 року створила гільдію опери й очолювала її до 1969 року. Перший виступ, організований оперною гільдією, відбувся 3 травня 1942 року, на якому постаили сцени з «Сільської честі», «Кармен», «Севільського цирульника». Під її керівництвом гільдія поставила 29 опер та надавала роботу канадським виконавцям.

## Нагороди та пам'ять
Отримала безліч нагород, вона офіцер ордена Канади за «її внесок у мистецтва, особливо оперу, як співачка та засновниця гільдії опери в Монреалі». 1966 року Рада громадян Монреалю присудила Полін нагороду Видатного громадянина Монреаля. 1954 року стала почесним доктором музики університету Макгілла. Попри відносно нетривалу оперну кар'єру стала знана своїм особливим голосом та гарною грою. Відомо про 9 записів виступів Полін, які включені в записи Великих голосів Канади (Great Voices of Canada/Les Grandes voix du Canada, vol 1 (Analekta AN@ 7801, 7803, 1993)).